# Парламентские выборы в Северной Македонии (2024)
Парламентские выборы в Северной Македонии состоялись 8 мая 2024 года в один день со вторым туром президентских выборов 2024 года.

## Предыстория
На парламентских выборах в Македонии в 2020 году победила коалиция «Мы можем», сформированная Социал-демократическим союзом Македонии (СДСМ) и движением «Беса». Впервые с 2002 года социал-демократы одержали победу на выборах, пусть и с небольшим перевесом над коалицией «Обновление Македонии» во главе с ВМРО-ДПМНЕ. Поражение последних было встречено с облегчением на международном уровне: экономические и дипломатические круги европейских стран опасались, что их приход к власти вызовет новую напряжённость в регионе и поставит под вопрос начало переговоров о вступлении Северной Македонии в Евросоюз, из-за противодействия ВМРО-ДПМНЕ Преспанскому договору и Соглашению о добрососедстве с Болгарией.
Поскольку ни одна партия не получила абсолютного большинства, необходимо было формировать коалиционное правительство. Партия македонских албанцев Демократический союз за интеграцию (ДСИ), занявшая третье место, оказалась в позиции создателя правительства, подталкивая таким образом подтвердить свои претензии на получение поста премьер-министра или «премьер-министра-албанца», что и лидер социал-демократов Зоран Заев, и глава македонских националистов Христиан Мицкоски оценили как неприемлемое.
Первая сессия новоизбранного парламента состоялась 4 августа, на ней были приняты конкретные меры в связи с пандемией COVID-19. Эта первая парламентская сессия открыла двадцатидневный период, в течение которого лидер партии, победившей на выборах, Зоран Заев вёл переговоры о получении абсолютного большинства депутатов. По истечении этого срока задача проведения этих переговоров должна была перейти к Христиану Мицкоски.
СДСМ и ДСИ были близки к коалиционному соглашению, президент Стево Пендаровский поручил Заеву сформировать правительство. Наконец, 18 августа между двумя партиями была достигнута договорённость о повторном назначении Заева главой правительства. Таким образом, ДСИ нарушил своё предвыборное обещание добиться назначения премьер-министра из числа албанского меньшинства, но взамен получил гарантию того, что следующий премьер-министр переходного правительства, отвечающий за текущие дела в течение 100 дней до следующих выборов, будет происходят из этой этнической группы. Коалиционное правительство также получило поддержку Демократической партии албанцев и 30 августа 2020 года получило вотум доверия в парламенте.
После тяжелого поражения СДСМ на местных выборах 31 октября 2021 года Заев заявил о намерении уйти с поста руководства партией и правительством. Неделю спустя лидер крупнейшей оппозиционной партии Мицкоски объявил, что внесёт вотум недоверия при поддержке движения «Беса», ранее входившего в проправительственное большинство, но проиграл один голос на голосовании 11 ноября.
6 декабря Заев заключил соглашение с албанской партией «Альтернатива» о замене «Бесы» в парламентском большинстве, обеспечив тем самым стабильность правительственной коалиции. Димитар Ковачевский был избран в декабре президентом СДСМ с комфортным большинством голосов, а 29 декабря ему был вручён мандат на формирование нового правительства после того, как Заев официально подал в отставку. 16 января 2022 года он представил свою программу и свою команду депутатам, которые выразили ему доверие 62 голосами «за».
28 января 2024 года Талат Джафери, ранее занимавший посты министра обороны и спикера парламента, возглавил правительство Македонии, став первым албанцем в стране, занявшим эту должность. Он был избран Ассамблеей 65 голосами за, 3 против и без воздержавшихся. Джафери возглавил техническое правительство, которое будет работать в течение ста дней до парламентских выборов 8 мая.

## Избирательная система
Северная Македония — это парламентская республика, в которой законодательную власть осуществляет однопалатный парламент — Собрание Северной Македонии. В парламент могут быть избраны от 120 до 123 депутатов. Выборы проводятся раз в четыре года с использованием пропорциональной системы с закрытыми списками. 120 депутатов избираются в шести многомандатных округах, на которые разделена территория страны. Мандаты распределяются по методу Д’Ондта без формального процентного барьера. Ещё три депутата могут быть избраны в едином заграничном округе. Количество парламентариев от заграничного округа определяется через результаты предыдущих парламентских выборов без учёта явки на текущем голосовании. Кандидат от заграничного округа считается избранным, если соответствующий избирательный список получил за рубежом не меньше голосов, чем избранный внутри страны депутат, попавший в парламент и заручившийся на прошлых выборах наименьшим количеством голосов среди остальных парламентариев. Второй и третий кандидаты от заграничного округа будут избраны, если их список получит в два и три раза больше голосов, чем у наименее популярного депутата, попавшего в парламент на прошлых выборах.
Все граждане старше 18 лет, имеющие постоянное место жительства в одном из избирательных округов и не лишённые избирательной правоспособности по решению суда, имеют право участвовать в голосовании. Регистрация избирателей пассивная, то есть все жители страны автоматически включаются в реестр избирателей, если они имеют действительное удостоверение личности. За составление и внесение изменений в реестр избирателей отвечает Государственная избирательная комиссия (ГИК) в кооперации с министерством внутренних дел. Все граждане имеют право осуществить проверку своих данных в реестре избирателей онлайн и потребовать внесения изменений. С 26 февраля до 11 марта 2020 года проводилась общественная проверка списков избирателей в региональных офисах ГИК, после чего копии реестра избирателей были предоставлены для проверки всем парламентским партиям. Однако в связи со сложной эпидемиологической обстановкой работа по составлению избирательных списков не была выполнена до конца в марте 2020 года. На момент переноса выборов в избирательные списки был включён 1 821 981 человек. ГИК зарегистрировала также 6 096 избирателей за рубежом, что меньше необходимого для избрания депутата в заграничном округе числа голосов, равного 6534. По этой причине голосование за рубежом не будет организовано. После возобновления избирательной кампании в июне по окончании действия чрезвычайного положения, введённого вследствие распространения новой коронавирусной инфекции, ГИК продолжила составление списков избирателей и опубликовала финальную версию 1 июля 2020 года.
Кандидатами на парламентских выборах могут быть граждане старше 18 лет, имеющие право голоса и не отбывающие на момент регистрации наказание, связанное с лишением свободы, на срок, больший полугода. Кандидатов могут выдвигать зарегистрированные политические партии и коалиции, а также группы избирателей. Кандидаты, выдвинутые избирателями должны собрать в свою поддержку не менее тысячи подписей жителей того многомандатного округа, в котором они намерены участвовать в выборах. Выдвижение кандидатов и сбор подписей возможны до окончания проверки и официального опубликования реестра избирателей.
Избирательная администрация разделена на три уровня: ГИК, 80 муниципальных избирательных комиссий (МИК) и 3 480 участковых избирательных комиссий (УИК). ГИК состоит из семи человек, выдвинутых парламентскими партиями: четырёх, включая заместителя председателя ГИК, выдвигают правящие партии, а трёх, включая председателя, оппозиционные парламентские партии. В состав МИК входят пять членов и их заместителей, выбираемых ГИК случайным образом из числа государственных и муниципальных служащих на пятилетний период. МИК организуют выборы в соответствующих муниципалитетах, назначают и обучают членов УИК и занимаются другими техническими приготовлениями к голосованию. УИК состоят из трёх человек, выбираемых МИК случайным образом из числа государственных и гражданских служащих на четырёхлетний период, и ещё двух непостоянных членов, выдвигаемых парламентскими партиями (правящей и оппозиционной партиями, набравшими наибольшее число голосов на прошлых парламентских выборах).

## Результаты
| Партия           | Партия                                                                  | Голоса    | %     | Места | Изменение |
| ---------------- | ----------------------------------------------------------------------- | --------- | ----- | ----- | --------- |
|                  | Коалиция «Твоя Македония» (ВМРО — ДПМНЕ, СПМ и др.)                     | 436 036   | 44,51 | 58    | ▲14       |
|                  | Коалиция «За европейское будущее» (СДСМ, ЛДП, ДОМ, ВМРО-НП, НСДП и др.) | 154 687   | 15,79 | 18    | ▼28       |
|                  | Коалиция «Европейский фронт» (ДСИ, АзА, ДПА, ДПТ и др.)                 | 137 561   | 14,04 | 19    | ▲4        |
|                  | Коалиция «ВЛЕН» («Беса», «ААА» и ДД)                                    | 107 081   | 10,93 | 13    | ▲6        |
|                  | Левые                                                                   | 68 663    | 7,01  | 6     | ▲4        |
|                  | «ЗНАМ»                                                                  | 56 277    | 5,75  | 6     | ▲6        |
|                  | Коалиция «Смело за Македонию» (ГРОМ, «Интегра» и ПЦЕР)                  | 4522      | 0,46  | 0     | —         |
|                  | «Новая альтернатива»                                                    | 3516      | 0,36  | 0     | —         |
|                  | Авая                                                                    | 3516      | 0,36  | 0     | —         |
|                  | Твоя партия                                                             | 1794      | 0,18  | 0     | ▬         |
|                  | Единая Македония                                                        | 1688      | 0,17  | 0     | ▬         |
|                  | Родина                                                                  | 1099      | 0,11  | 0     | —         |
|                  | Третья Македонская эра                                                  | 968       | 0,10  | 0     | ▬         |
|                  | Демократы                                                               | 913       | 0,09  | 0     | ▬         |
|                  | Десна                                                                   | 535       | 0,05  | 0     | —         |
|                  | МОРО – Рабочая партия                                                   | 452       | 0,05  | 0     | ▬         |
|                  | Европейское гражданское движение                                        | 241       | 0,02  | 0     | Новая     |
| Недействительные | Недействительные                                                        | 27 474    | 2,73  | —     | —         |
| Всего            | Всего                                                                   | 1 007 023 | 100   | 120   | —         |
| Избиратели/явка  | Избиратели/явка                                                         | 1 815 350 | 55,47 | —     | —         |
| Источник: ГИК    |                                                                         |           |       |       |           |